# Джайлауова, Кунемай
Кунемай Джайлауова (1901, Сырдарьинская область, Туркестанский край, Российская империя — неизвестно, село Ровное, Свердловский район, Джамбулская область, Казахская ССР) — звеньевая колхоза «Кум-жота» Свердловского района Джамбулской области, Казахская ССР. Герой Социалистического Труда (1950).

## Биография
Родилась в 1901 году в крестьянской семье в одном из сельских населённых пунктов Сырдарьинской области. С раннего возраста трудилась в сельском хозяйстве. Во время коллективизации в 1929 году вступила в колхоз «Кум-жота» Свердловского района. Трудилась свекловодом в полеводческой бригаде. В 1937 году назначена звеньевой полеводческого звена. За выдающиеся трудовые достижения по итогам работы в 1948 году награждена Орденом Трудового Красного Знамени.
Звено под её руководством ежегодно показывало высокие трудовые резудьтаты. В 1949 году звено собрало в среднем с каждого гектара по 501,6 центнера картофеля с участка площадью 3 гектара. Указом Президиума Верховного Совета СССР от 15 июня 1950 года удостоена звания Героя Социалистического Труда за «получение высоких урожаев пшеницы, сахарной свёклы и картофеля в 1949 году» с вручением ордена Ленина и золотой медали «Серп и Молот» (№ 5076).
Этим же указом званием Героя Социалистического Труда были награждены председатель колхоза «Кум-жота» Свердловского района Ян Чун Сик, звеньевые Кан Хе-Сук и Чохан Кокеева.
Избиралась депутатом Свердловского районного и Ровненского сельского Советов депутатов трудящихся.
Проживала в селе Ровное (с 1997 года — Бурыл) Свердловского района. Дата смерти не установлена.
Награды
- Герой Социалистического Труда
- Орден Ленина
- Орден Трудового Красного Знамени (23.05.1949)